# Постлюдия
Постлю́дия (через позднелатинское postludium, от «пост-» и лат. ludus, «игра») — в католическом богослужении, органная пьеса, исполняемая по завершении богослужения. Постепенно название постлюдий перешло на инструментальные заключения вокальных произведений.
В классической музыке — аналог послесловия в литературе; у П. Хиндемита в его «Ludus Tonalis» постлюдия представляет собой зеркально-ракоходное повторение прелюдии.
Как самостоятельное сочинение постлюдия получила распространение в XX веке, когда «на смену формам, отражающим жизнь-музыку, приходят формы, комментирующие её». О. В. Шмакова выделяет среди этих «эмансипированных» произведений творчество В. В. Сильвестрова с его циклом из четырёх постлюдий, а также финал III симфонии К. Сикорского, «Три постлюдии» для оркестра В. Лютославского, «Постлюдию» для арфы с оркестром ор. 118 Е. О. Фирсовой, «Четыре постлюдии» для симфонического оркестра Ф. Караева, постлюдию С. В. Павленко к картине Врубеля «Сирень».
Постлюдия является жанровым отражением финальности, близким жанром-окончанием является эпилог.